# Claude Rains

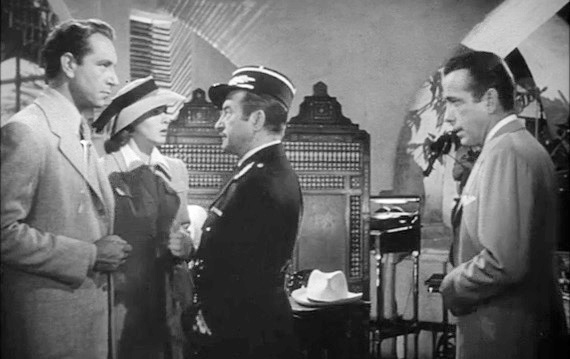
Od lewej: Paul Henreid, Ingrid Bergman, Rains i Humphrey Bogart w scenie z filmu Casablanca (1942)

William Claude Rains (ur. 10 listopada 1889 w Londynie, zm. 30 maja 1967 w Laconii) – brytyjsko-amerykański aktor filmowy, teatralny i telewizyjny Czterokrotnie nominowany do Oscara za drugoplanowe role w filmach Pan Smith jedzie do Waszyngtonu (1939), Casablanca (1942), Pan Skeffington (1944) i Osławiona (1946).
Został uhonorowany swoją gwiazdą na Hollywoodzkiej Alei Gwiazd przy 6400 Hollywood Boulevard.

## Wybrana filmografia
- 1933: Niewidzialny człowiek jako dr Jack Griffin / Niewidzialny Człowiek
- 1938: Cztery córki jako Adam Lemp
- 1938: Przygody Robin Hooda jako książę Jan bez Ziemi
- 1939: Pan Smith jedzie do Waszyngtonu jako senator Joseph Harrison Paine
- 1941: Awantura w zaświatach jako pan Jordan
- 1941: Wilkołak jako sir John Talbot
- 1942: Trzy kamelie jako dr Jaquith
- 1942: Casablanca jako kapitan Louis Renault
- 1943: Upiór w operze jako Erique Claudin
- 1944: Droga do Marsylii jak kapitan Freycinet
- 1944: Pan Skeffington jako Job Skeffington
- 1945: Cezar i Kleopatra jako Juliusz Cezar
- 1946: Osławiona jako Alexander Sebastian
- 1962: Lawrence z Arabii jako pan Dryden
- 1965: Opowieść wszech czasów jako Herod Wielki

## Nagrody i wyróżnienia
- 1940: Nominacja do Oscara dla najlepszego aktora drugoplanowego za rolę w filmie Pan Smith jedzie do Waszyngtonu (1939)
- 1944: Nominacja do Oscara dla najlepszego aktora drugoplanowego za rolę w filmie Casablanca (1942)
- 1945: Nominacja do Oscara dla najlepszego aktora drugoplanowego za rolę w filmie Pan Skeffington (1944)
- 1947: Nominacja do Oscara dla najlepszego aktora drugoplanowego za rolę w filmie Osławiona (1946)
- 1951: Nagroda Tony za najlepszą pierwszoplanową męską kreację aktorską w sztuce teatralnej Ciemność w południe